# ماری مک لئود بثون
ماری مک‌لئود بثون ((به انگلیسی: Mary McLeod Bethune)؛ زادهٔ ۱۰ ژوئیه ۱۸۷۵ – درگذشتهٔ ۱۸ مه ۱۹۵۵) آموزگار، مدیر مدرسه و فعال حقوق مدنی آمریکایی بود که به عنوان یکی از برجسته‌ترین چهره‌های تاریخ آمریکا در زمینه آموزش دختران آفریقایی-آمریکایی و پیشبرد حقوق زنان سیاه‌پوست شناخته می‌شود. او بنیان‌گذار مدرسه‌ای در فلوریدا برای دختران سیاه‌پوست بود که بعدها به کالج بثون-کوکمن تبدیل شد. همچنین، بثون یکی از اعضای اصلی مشاوران رئیس‌جمهور فرانکلین دلانو روزولت در امور مربوط به اقلیت‌ها بود.

## زندگی اولیه
ماری مک‌لئود در سال ۱۸۷۵ در خانواده‌ای کشاورز و فقیر در شهر میس‌ویل، کارولینای جنوبی، به دنیا آمد. والدین او از بردگان آزادشده پس از جنگ داخلی آمریکا بودند. او پانزدهمین فرزند از هفده فرزند خانواده بود. علاقه او به تحصیل از کودکی آغاز شد، و نخستین عضو خانواده‌اش بود که به مدرسه رفت. او در دوران نوجوانی، پس از دریافت کمک هزینه تحصیلی، در مدرسه‌ای مذهبی برای دختران آفریقایی-آمریکایی تحصیل کرد و سپس در کالج مودی بیبل در شیکاگو ادامه تحصیل داد تا آموزگار مذهبی شود.

## فعالیت‌های آموزشی
پس از پایان تحصیلات، بثون به‌عنوان معلم در جنوب آمریکا مشغول به کار شد. تجربه مواجهه با فقر، تبعیض نژادی و فقدان فرصت‌های آموزشی برای دختران سیاه‌پوست، او را به این باور رساند که آموزش، کلید آزادی و پیشرفت است.
در سال ۱۹۰۴، او در شهر دیتونا بیچ، فلوریدا، با تنها یک دلار و پنج دانش‌آموز دختر، «مدرسه‌ای برای دختران سیاه‌پوست» تأسیس کرد. این مدرسه با تلاش‌های بی‌وقفه بثون رشد کرد و بعدها با مدرسه‌ای دیگر ادغام شد تا کالج بثون-کوکمن (Bethune-Cookman College) تشکیل شود. این کالج یکی از نخستین مؤسسات آموزش عالی برای سیاه‌پوستان در ایالت فلوریدا بود.

## نقش در جنبش حقوق مدنی
بثون از آموزش به عنوان ابزاری برای مبارزه با نژادپرستی، تبعیض و فقر استفاده می‌کرد. او هم‌زمان با مدیریت مدرسه، به فعالیت در سازمان‌های ملی برای حقوق مدنی زنان و سیاه‌پوستان پرداخت. در دهه ۱۹۲۰ و ۱۹۳۰، او به عنوان رئیس «انجمن ملی زنان سیاه‌پوست» (NACW) انتخاب شد و در سال ۱۹۳۵، «شورای ملی زنان سیاه‌پوست» (NCNW) را بنیان گذاشت؛ نهادی که هنوز نیز به فعالیت خود ادامه می‌دهد.

## همکاری با دولت آمریکا
در دوره ریاست‌جمهوری فرانکلین دلانو روزولت، بثون یکی از معدود زنان سیاه‌پوستی بود که در سیاست ملی نقش فعالی ایفا کرد. او در «دفتر امور اقلیت‌ها» وزارت جنگ خدمت کرد و به عنوان مشاور ویژه در امور نژادی و آموزشی در دولت روزولت فعالیت داشت. او همچنین بخشی از «کابینه سیاه‌پوستان» غیررسمی بود که متشکل از مشاورانی بود که روزولت در امور مربوط به نژاد با آن‌ها مشورت می‌کرد.

## حمایت از زنان و دختران
ماری بثون باور داشت که آموزش دختران نه تنها به پیشرفت فردی، بلکه به پیشرفت کل جامعه سیاه‌پوستان کمک می‌کند. او با تشکیل کلاس‌های سوادآموزی، مهارت‌آموزی و همچنین فراهم کردن خوابگاه، کتابخانه و حمایت‌های بهداشتی برای دختران، الگویی کامل از آموزش جامع را ارائه داد. دیدگاه او در مورد توانمندسازی زنان، بر پایه استقلال اقتصادی، آگاهی اجتماعی و رشد شخصی استوار بود.

## میراث و تأثیر
ماری مک‌لئود بثون تا پایان عمر خود فعال باقی ماند. پس از مرگ او در سال ۱۹۵۵، نام و دستاوردهایش در بسیاری از نهادهای آموزشی و تاریخی ثبت شد. کالج بثون-کوکمن هنوز یکی از مهم‌ترین مؤسسات آموزش عالی برای آفریقایی-آمریکایی‌ها در آمریکاست. در سال ۱۹۷۴، منزل او به‌عنوان «نقطه عطف ملی تاریخی» ثبت شد. در سال ۲۰۲۲، مجسمه او در کاپیتول هیل جایگزین مجسمه یک ژنرال کنفدراسیون شد، تا نمادی از مقاومت، آموزش و پیشرفت زنان سیاه‌پوست باشد.

## افتخارات و جوایز
- اولین زن آفریقایی-آمریکایی که دفتر کار در کاخ سفید داشت
- معرفی به تالار افتخار ملی زنان ایالات متحده
- صدور تمبر یادبود با تصویر او توسط اداره پست آمریکا در سال ۱۹۸۵
- مجسمه او در کاپیتول ملی آمریکا

## نقل قول معروف
«سرمایه واقعی یک ملت، در دل‌ها و ذهن‌های مردمش است.»

## درگذشت
بثون در تاریخ ۱۸ مه ۱۹۵۵ در سن ۷۹ سالگی در خانه‌اش در دیتونا بیچ درگذشت. میراث او تا امروز الهام‌بخش فعالان، معلمان و رهبران جامعه است.